# Acrotomia muta
Acrotomia muta är en fjärilsart som beskrevs av Druce 1892. Acrotomia muta ingår i släktet Acrotomia och familjen mätare. Inga underarter finns listade i Catalogue of Life.